# Vocal Cancel
Vocal Cancel（ボーカルキャンセル）は、シェアウェアとして公開されていた音楽ファイルの再生編集ソフトウェアで、音楽ファイルから人間の歌声の部分だけを消して再生・保存することができた。マルウェアの仕込まれたトロイの木馬であったことが発覚し、販売サイトのVectorから公開停止処分を受けた。

## 概要
このソフトウェアの特徴は「声消し」機能である。音楽ファイルに限らずCD音源であっても、人間の歌声の部分だけを消去してカラオケ化することが可能であった。また、Winampプラグインのフロントエンド機能も実装し、普通の音楽プレイヤーとしての用途もある程度考慮されていた。
価格は1,155円。試用期間は一週間で、期間中はファイルの保存ができない制限があった。

## トロイの木馬「TROJ_HIROFU.A」
Vocal Cancelは、マルウェアが埋め込まれたトロイの木馬「TROJ_HIROFU.A」であった。なお「TROJ_HIROFU.A」 はトレンドマイクロによる識別名であり、シマンテックでは 「Trojan.Hirofu」 という識別名をつけている。
「TROJ_HIROFU.A」は、不正に流通しているVocal Cancelのライセンスキーを入力すると発動するとされる。トレンドマイクロが発表した「TROJ_HIROFU.A」の挙動は下記の通りである。
- 特定のインターネットアドレスからのファイルのダウンロード
- 以下の情報の収集
  - メールのアカウント情報
  - Windows Address Bookのパス
  - システムのルートドライブのファイルシステムおよびボリューム情報
  - Vocal Cancelのシリアル番号およびパスワード
  - ユーザのアカウント情報（SIDとドメイン名）
  - WindowsのプロダクトID
- 収集した情報を外部の特定メールアドレスへメール送信

## 経緯
Vocal Cancelは2002年11月からVectorで公開されていたが、公開前の審査ではマルウェアは検出されなかった。2004年9月、Vocal Cancelについて利用者からトロイの木馬だとする指摘がVectorに寄せられたものの、この時の調査でもマルウェアの存在を確認できず、Vectorは対処しなかった。
2005年2月にトレンドマイクロがトロイの木馬「TROJ_HIROFU.A」を発見した。
2005年6月末、利用者からの指摘を受けてVectorはVocal Cancelの再調査を行い、トロイの木馬を確認したため、2005年7月1日にVocal Cancelを公開停止とした。7月4日にはVector上に開設されていた作者のホームページも閉鎖した。Vectorは、Vocal Cancelが「TROJ_HIROFU.A」であったことと、Vocal Cancelの作者が「トロイの木馬を意図的に実装した」と回答したことを公表した。

## 影響
ソフトイーサ社は、同社のSoftEther VPN（後のPacketiX VPN）の開発にVocal Cancelの作者を外部プログラマーとして起用していたが、この作者由来のプログラムコードが「信頼できない可能性がある」として、社外開発のコードを除去した新バージョンSoftEther VPN v2.0 Beta 3.2を2005年7月4日に公開した。